# پاترسون چاتو
پاترسون چاتو (انگلیسی: Paterson Chato؛ زادهٔ ۱ دسامبر ۱۹۹۶) بازیکن فوتبال اهل آلمان است.
از باشگاه‌هایی که در آن بازی کرده‌است می‌توان به باشگاه فوتبال بایر ۰۴ لورکوزن اشاره کرد.